# .tf

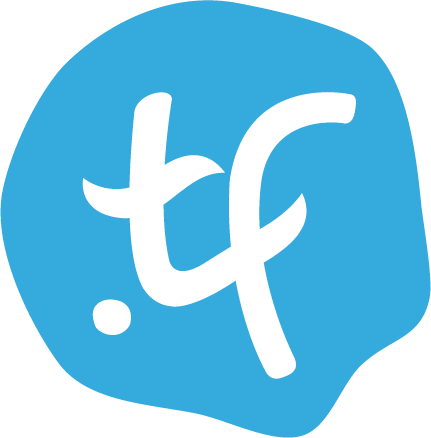

.tf는 프랑스령 남부와 남극 지역의 인터넷 국가 코드 최상위 도메인이다.
.fr, .pm, .re, .wf 및 .yt와 함께 AFNIC에서 관리한다. 2004년 10월 23일 이전에는 영국 케임브리지에 본사를 둔 아담스네임스(Adamsnames)가 이 TLD를 관리했다.
프랑스 남부 및 남극 땅은 프랑스 영토로 인정되거나 프랑스가 주장하지만 남극 조약 시스템에 따라 정지된 영토이며, 도메인 이름은 프랑스어 "Terres australes et antarctiques françaises"에서 유래되었다. 프랑스 주장의 일부에는 남극 대륙의 일부가 포함되어 있어 .tf와 일반 남극 도메인 .aq가 중복된다.

## 같이 보기
- ISO 3166-2:TF
- .fr
- .eu